# Neolophonotus vansoni
Neolophonotus vansoni là một loài ruồi trong họ Asilidae. Neolophonotus vansoni được Bromley miêu tả năm 1936. Loài này phân bố ở vùng nhiệt đới châu Phi.